# Baile de Tehuantepec (pintura)
Baile de Tehuantepec, es una pintura al óleo del pintor mexicano Diego Rivera, realizada en el año 1928.
Se considera la obra más importante de Diego Rivera en una colección privada fuera de México. Fue exhibida por primera vez en el MoMA en 1930 y un año después integró la retrospectiva del muralista en el museo neoyorquino. En 1950, se presentó en la XXV Bienal de Venecia en el envío oficial de ese país, con obras de José Clemente Orozco, Rufino Tamayo y David Alfaro Siqueiros.